# Константін Кантакузіно
Константін Кантакузіно (рум. Constantin Cantacuzino; 11 листопада 1905, Бухарест — 26 травня 1958, Мадрид) — румунський військовий льотчик, найрезультативніший румунський ас Другої світової війни.
Літав на німецькому літаку Messerschmitt Bf 109 і британському Hawker Hurricane. Здійснив 608 вильотів, збив 54 літаки противника (за іншими даними, 51 або 56), серед яких були радянські, американські і німецькі літаки.

## Біографія
Походив зі стародавнього знатного роду Кантакузіно, його батьками були Міхай Кантакузіно і Марія Розетті.
Під час навчання в бухарестській школі захоплювався автоспортом, брав участь в мотогонках. Також захоплювався тенісом і хокеєм — брав участь в чемпіонатах світу 1931 року в Польщі і 1933 року в Чехословаччині. У 1933 році в Константіна з'явилася пристрасть до авіації, і, щоб навчитися літати, він створив приватну авіашколу, витративши на це значну суму грошей. Ставши пілотом, в 1939 році на німецькому біплані Bücker Bü 133 він виграв чемпіонат Румунії з вищого пілотажу. До початку Другої світової війни Кантакузіно налітав понад дві тисячі годин, ставши досвідченим пілотом.
У 1941 році Кантакузіно став пілотом румунської національної транспортної авіакомпанії LARES (нині — TAROM), але незабаром залишив цю посаду і добровільно перейшов на службу в військову авіацію. У складі 53-й ескадрильї 7-ї винищувальної групи, оснащеної британськими винищувачами «Харрікейн», Кантакузіно взяв участь в боях на Східному фронті. Після того, як в грудні 1941 року більшість румунських ескадрилій були відкликані з Східного фронту в Румунію, Кантакузіно повернувся на свою колишню посаду в авіакомпанію LARES. У квітні 1943 року він знову був мобілізований в ту ж 7-ю винищувальну групу, оснащену винищувачами Messerschmitt Bf 109, і воював на Східному фронті, де в травні був призначений командиром 58-ї ескадрильї в званні капітана. Восени 1943 року пілот захворів і був поміщений в шпиталь, звідки повернувся на службу 10 лютого 1944 року і в складі 7-ї винищувальної групи воював в Молдавії. У травні 1944 року 7-я винищувальна група була перейменована в 9-ю, і, коли в серпні загинув її командир капітан Александру Шербенеску, Константін Кантакузіно був призначений командиром групи замість нього. На початку вересня 9-я винищувальна група в складі 1-го авіакорпусу була переведена в Південну Трансільванію.
Після закінчення війни Кантакузіно демобілізувався і повернувся на свою колишню роботу в авіакомпанію LARES. Після того як 30 грудня року 1947 до влади в Румунії прийшли комуністи, компанія була націоналізована, а сам Кантакузіно втратив весь свій статок. У 1948 році йому вдалося покинути Румунію і перебратися спочатку до Італії, а потім в Іспанію. Тут він зміг зібрати гроші на покупку легкого спортивного літака і заробляв на життя, виступаючи в різних авіашоу.

## Сім'я
Дружина — румунська актриса Надя Грей, дочка — письменниця Оана Орлеа.

## Нагороди
- Орден «Доблесний авіатор»
  - золотий хрест з двома планками (28 листопада 1941)
  - командорський хрест
- Орден Михая Хороброго 3-го класу з мечами
- Залізний хрест 2-го і 1-го (28 серпня 1943) класу (Третій Рейх)